# Basilique Notre-Dame du Laus
La basilique de Notre-Dame du Laus, ou basilique du Laus, désigne l'église du hameau Notre-Dame du Laus sur la commune de Saint-Étienne-le-Laus, construite en 1669, à la suite des apparitions mariales du Laus dont Benoîte Rencurel s'est dite la témoin à partir de 1664. Cette première petite église a été construite autour d'une chapelle en ruine : « la chapelle de Bon-Rencontre », petite chapelle dédiée à la Vierge Marie, dans laquelle la voyante a déclaré avoir eu des apparitions de la Vierge Marie.
Cette première église, de petite taille, est construite avec l'autorisation de l'évêque, après enquête de son vicaire en 1665 (pour étudier l'authenticité des visions). Cette église subira quelques agrandissements et aménagements, qui lui laissent cependant une taille modeste de 300 places. Sa petite taille n'empêchera pas le pape Léon XIII d'élever ce sanctuaire marial à la dignité de « basilique mineure » en 1892.
Cette basilique est le point central du sanctuaire de Notre-Dame du Laus. Elle contient également le tombeau de Benoîte Rencurel, en cours de béatification.

## Historique

### Les apparitions

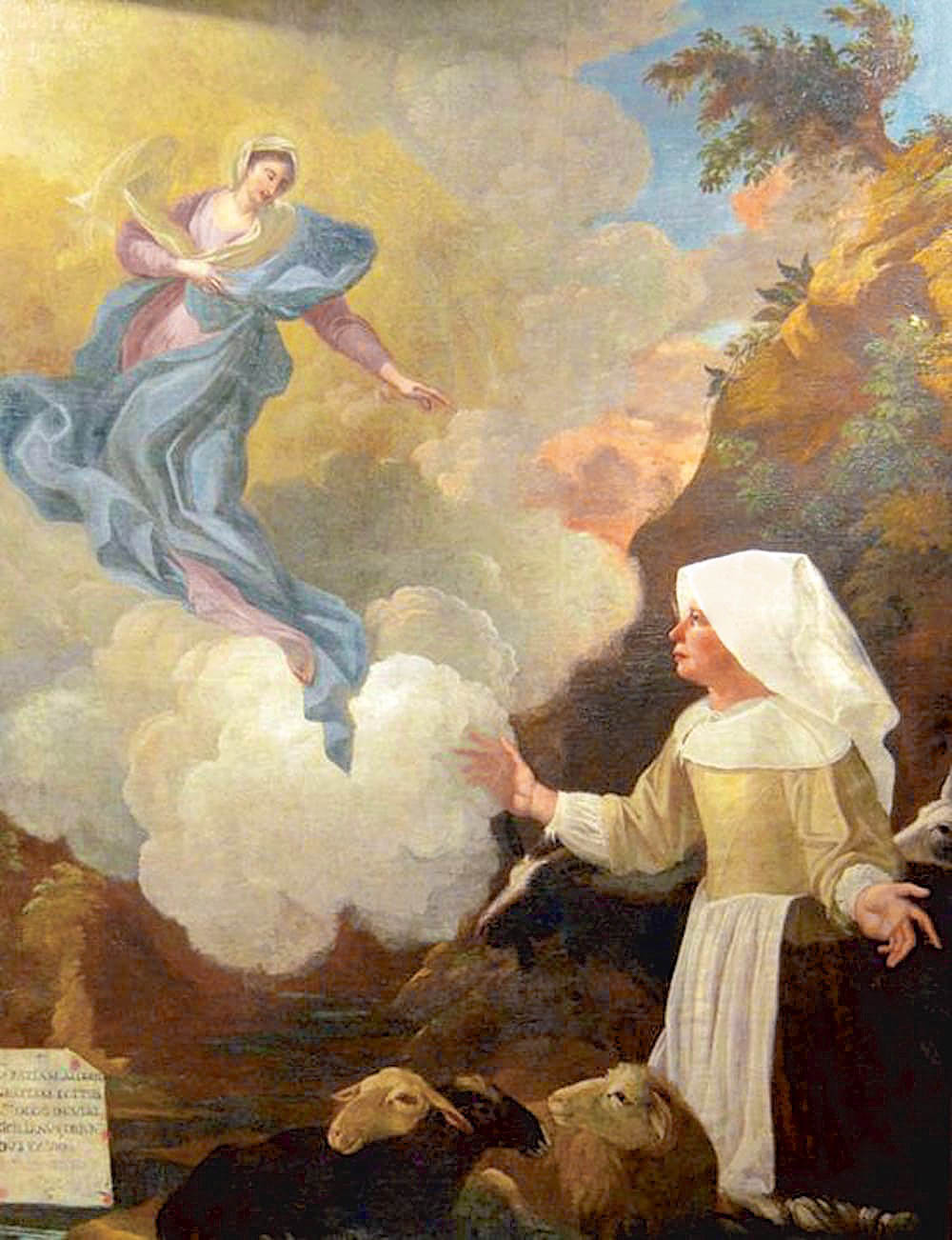
Tableau représentant une des apparitions de la Vierge à Benoîte.

Les apparitions mariales du Laus se déroulent durant plus de 50 ans à Notre-Dame du Laus à partir de 1664. Benoîte Rencurel raconte voir la Vierge Marie (ainsi que le Christ en Croix, ou d'autres saints). Ces apparitions entraînent en quelques années la venue d'une foule de pèlerins. Entre 1665 et 1667, 130 000 personnes se rendent sur les lieux.
À la suite de la visite d'Antoine Lambert, vicaire général d’Embrun, en 1665, la décision est prise de construire une nouvelle église au Laus. Le vicaire nomme également le père Pierre Gaillard (prêtre et docteur en théologie) « directeur de la chapelle » sur le lieu des apparitions, afin de soulager le curé de Saint-Étienne-d'Avançon qui voit défiler un grand nombre de pèlerins. Sur les 18 premiers mois de pèlerinage (1665-1666), le juge François Grimaud dénombre 120 000 pèlerins venus au Laus. L'église est construite de 1666 à 1669 avec l'accord de Mgr Georges d'Aubusson de La Feuillade, archevêque d'Embrun.

### Construction de l'église
La basilique a été construite autour de la « chapelle de Bon-Rencontre », un des principaux lieux d'apparitions de la Vierge à Benoîte.
Benoîte reçoit de Marie le message qu'elle a « demandé le Laus à son Fils pour la conversion des pécheurs et qu'elle veut y bâtir une église en l'honneur de son divin Fils et d'Elle-même, ainsi qu'un bâtiment pour les prêtres dont quelques-uns seront résidents »,.
De 1666 à 1669 une première église est construite autour de la chapelle pour accueillir les fidèles. Le bâtiment actuel est une extension de cette église commencée en 1666 et dont il ne subsiste que la nef actuelle et un mur qui supportait une cloche. Pour construire cette première église, il était demandé à chaque pèlerin, en montant de la vallée, de prendre avec lui une pierre, et de la déposer devant la future construction. Cette première église est terminée en 1669. Malgré ses agrandissements ultérieurs, l'église ne conserve qu'une petite capacité de 300 places.
L'imposant clocher qui jouxte le bâtiment a été ajouté à partir de 1834 par les pères Oblats de Marie-Immaculée responsables du sanctuaire (à cette date).
L'église a été élevée à la dignité de « basilique mineure » par le pape Léon XIII le 18 mars 1892,.

## Description
La basilique contient elle-même :
- la chapelle de Bon-Rencontre ;
- la statue de marbre qui a été couronnée ;
- la lampe à huile ;
- le tombeau de Benoîte ;
- les 14 tableaux racontant la vie de Benoîte ;
- la statue Notre-Dame des Grâces que l'on porte en procession ;
- la chapelle absidiale « la Rotonde » qui contient le portrait de Benoîte.

Intérieur de la basilique
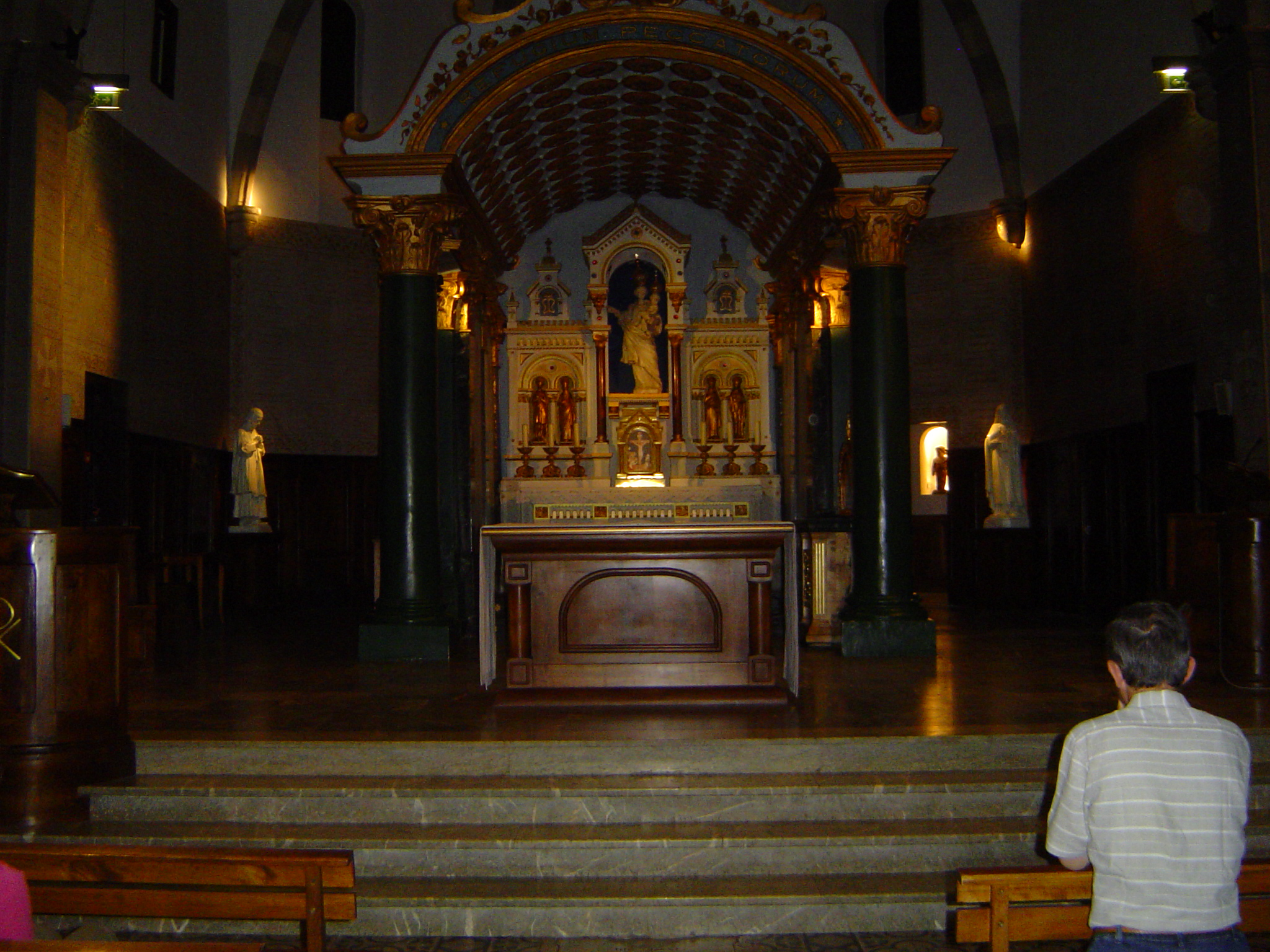
Chapelle de Bon-Rencontre, à l'intérieur de la basilique.
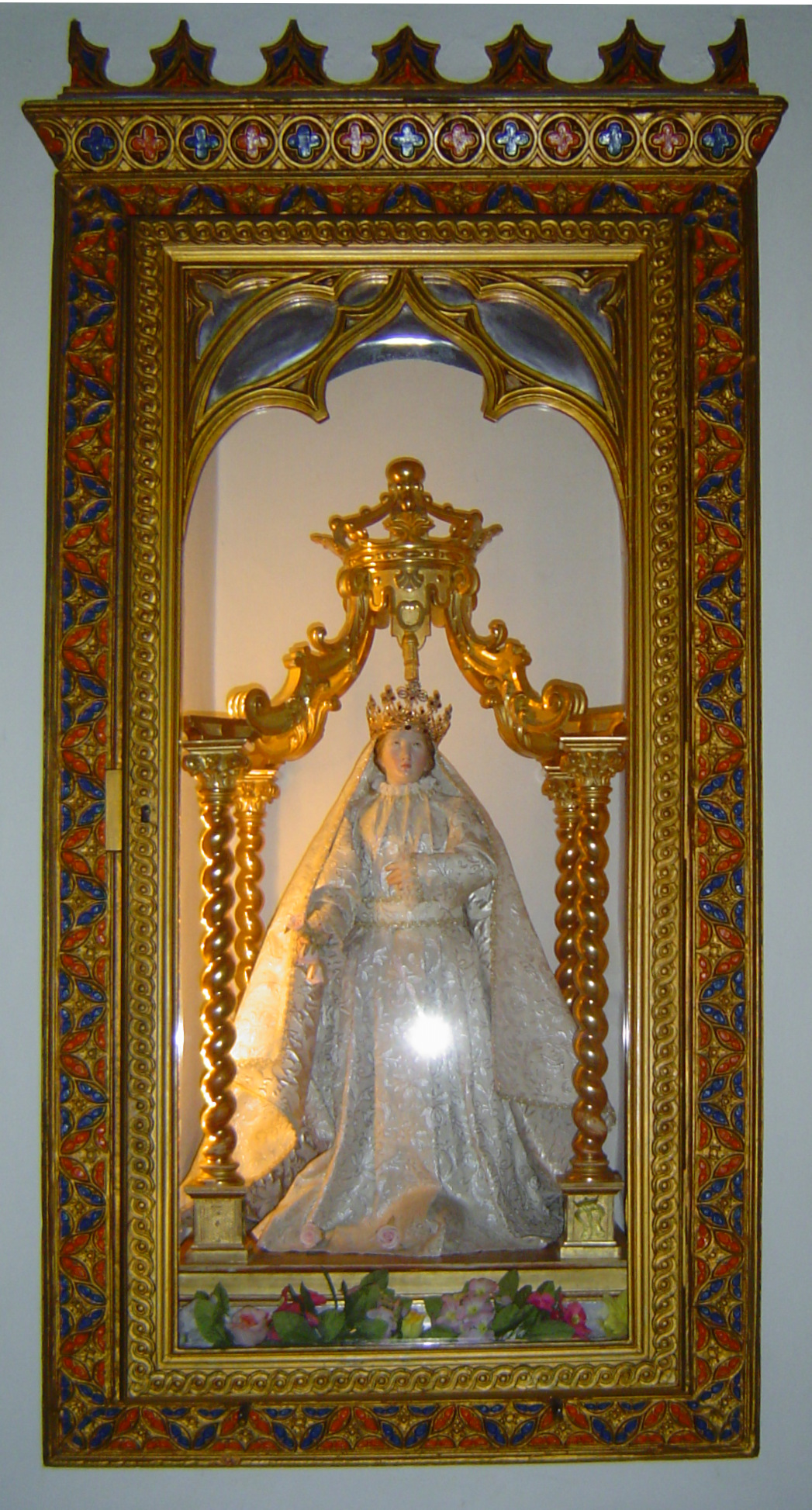
Statue Notre-Dame des Grâces.
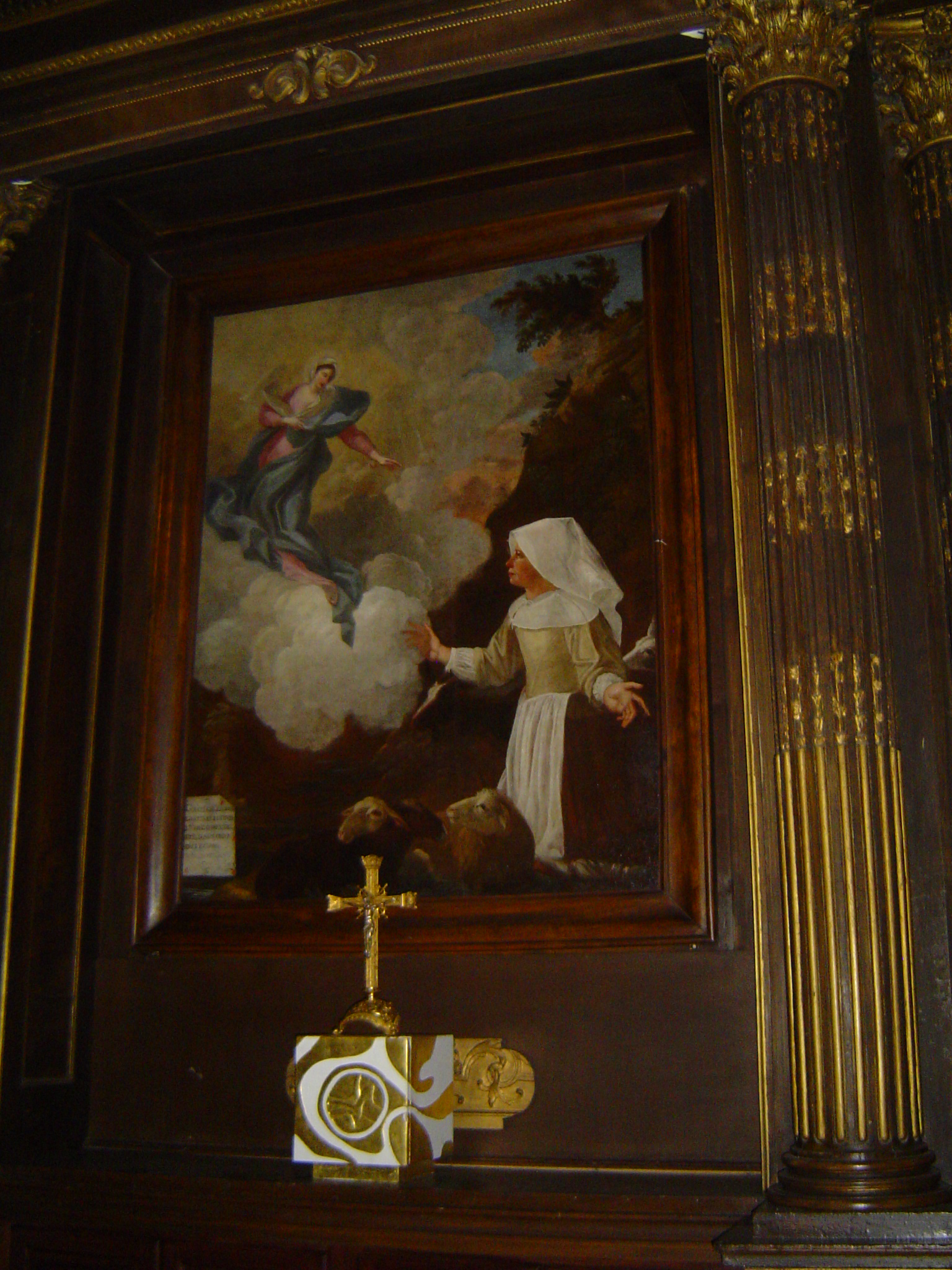
Tableau représentant Benoîte Rencurel.

### La chapelle de Bon-Rencontre

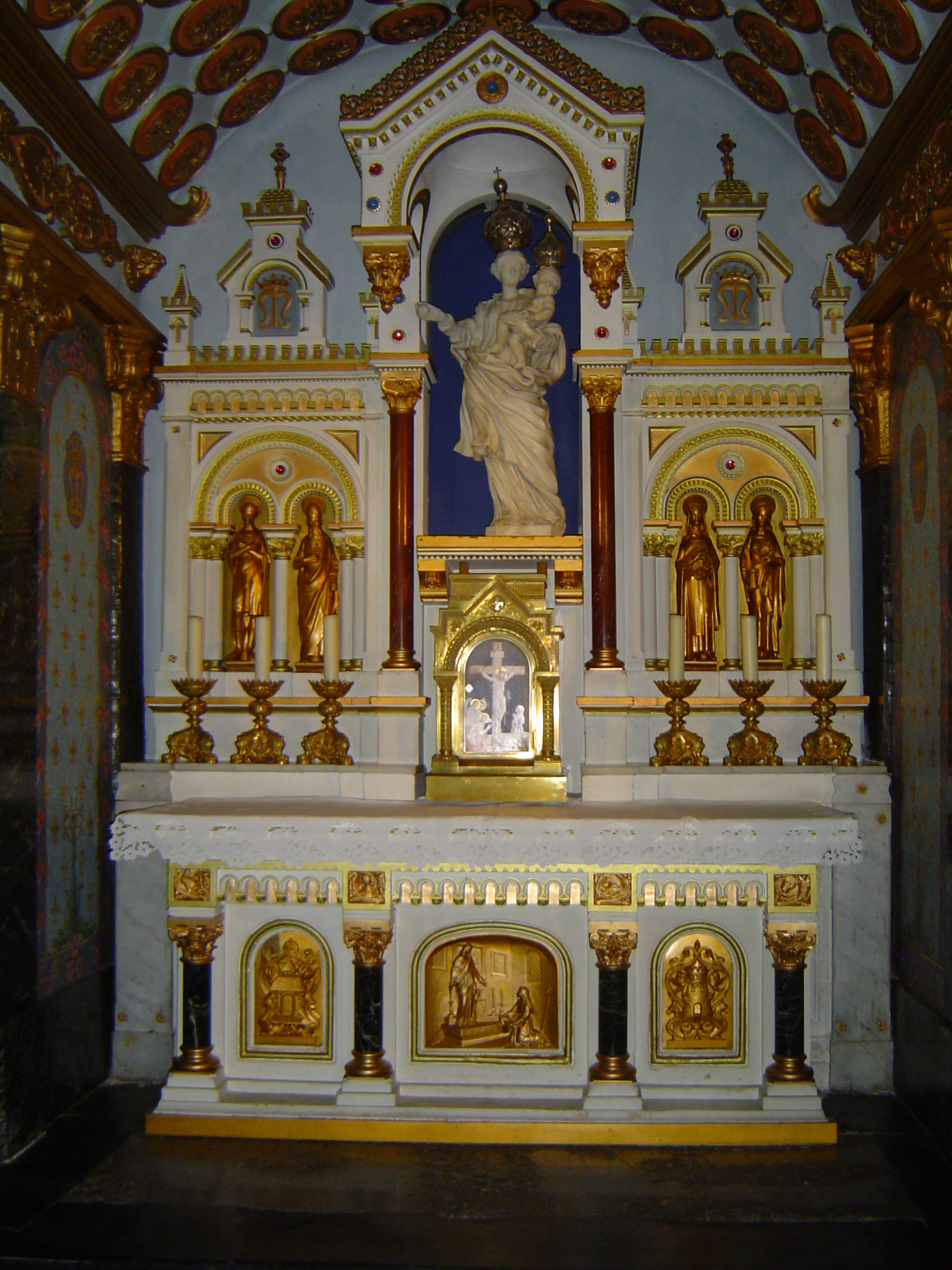
L'autel de la chapelle de Bon-Rencontre aujourd'hui, dans la basilique, avec la statue de l'apparition (et sa couronne).

Cette chapelle a été construite en 1640 par les habitants du Laus afin de leur éviter d'aller jusqu'à Saint-Étienne.
C'est dans cette chapelle que Benoîte Rencurel a vu la Vierge au lendemain de l'apparition de Pindreau, fin septembre 1664. Benoîte a trouvé cette chapelle (qu'elle ne connaissait pas) par « les bonnes odeurs », suivant ainsi les indications de la Vierge.
Cette chapelle a subi de nombreuses transformations depuis 1664, où Benoîte l'avait en très mauvais état. En 1780, la façade de la petite chapelle est remplacée par un fronton avec deux colonnes. L'autel actuel date de 1823.
La statue de marbre couronnée
Cette statue est l'œuvre du sculpteur Honoré Pellé, né à Gap. Elle date de 1716. Cette vierge est taillée dans le marbre de Carrare. Elle représente Marie, Mère de Dieu et des hommes. Benoîte Rencurel a dû prier devant cette statue à la fin de sa vie.
En 1854, Pie IX autorise le couronnement canonique de Notre-Dame du Laus. Le 23 mai 1855, 40 000 personnes dont 600 prêtres se sont rassemblées à l'appel de l'évêque de Gap et en présence de nombreux évêques pour procéder à ce couronnement.

### La lampe à huile
Une lampe brille en permanence pour indiquer la présence réelle de Jésus dans le tabernacle. Cette lampe est alimentée par de l’huile, moyen choisi par Marie pour accorder des grâces : guérison corporelle ou grâce spirituelle. Cette huile est liée à la grâce sensible attachée au sanctuaire : il s'agit des « parfums exaltants qui provoquent une joie si soudaine que les bénéficiaires en gardent une impression profonde et sont encouragés à mieux prier ». Benoîte respirait ces parfums lorsqu'elle voyait Marie et en restait toute imprégnée. C'est pour avoir senti ces odeurs que le sculpteur Pela fit don de la statue.
Dans les manuscrits du Laus, Pierre Gaillard, vicaire général du diocèse de Gap, contemporain de Benoîte écrit « La bonne Mère dit à Benoîte, au commencement de la dévotion, que l’huile de la chapelle, si on en prend et que l’on s’en applique, si on recourt à son intercession et que l’on ait la foi, qu’on guérira. ».
Chaque année, 30 000 fioles sont envoyées à travers le monde.

### Tombeau de Benoîte

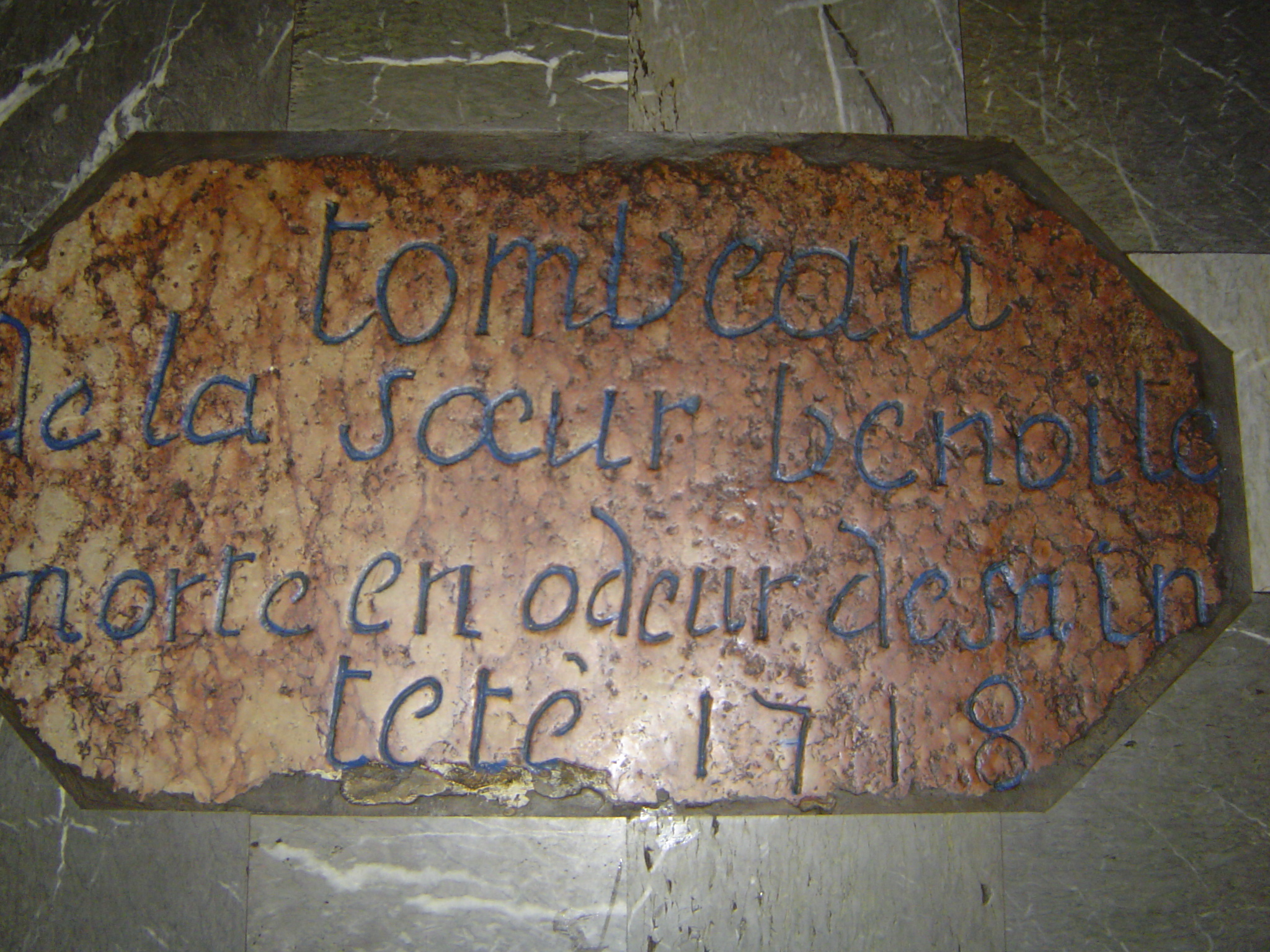
Pierre tombale de Benoîte Rencurel dans la basilique.

À l'entrée du chœur, se trouve une pierre tombale au niveau du sol sur laquelle est gravé : « Tombeau de la sœur Benoîte morte en odeur de sainteté 1718 ». À sa mort, Benoîte fut inhumée dans le cimetière près de l'église, puis en 1896 son corps fut ensuite transporté dans ce caveau.

### Statue Notre-Dame des Grâces
À l'arrière de la chapelle de Bon-Rencontre, la statue de Notre-Dame des Grâces se trouve dans une baie vitrée sur un petit autel. Cette statue, de 75 centimètres de hauteur, se trouvait sur l'autel principal avant d'être remplacée par la statue de marbre. La tradition indique que Benoîte l'aurait reçue de marins marseillais. Chaque année, elle est portée en procession.

### Chapelle absidiale «la Rotonde»
La basilique a été agrandie en 1845 par la construction de cette chapelle absidiale. Au-dessus de l'un des autels de cette chapelle, se trouve le portrait authentique de Benoîte. Il est l'œuvre d'un peintre sicilien et date de 1688.

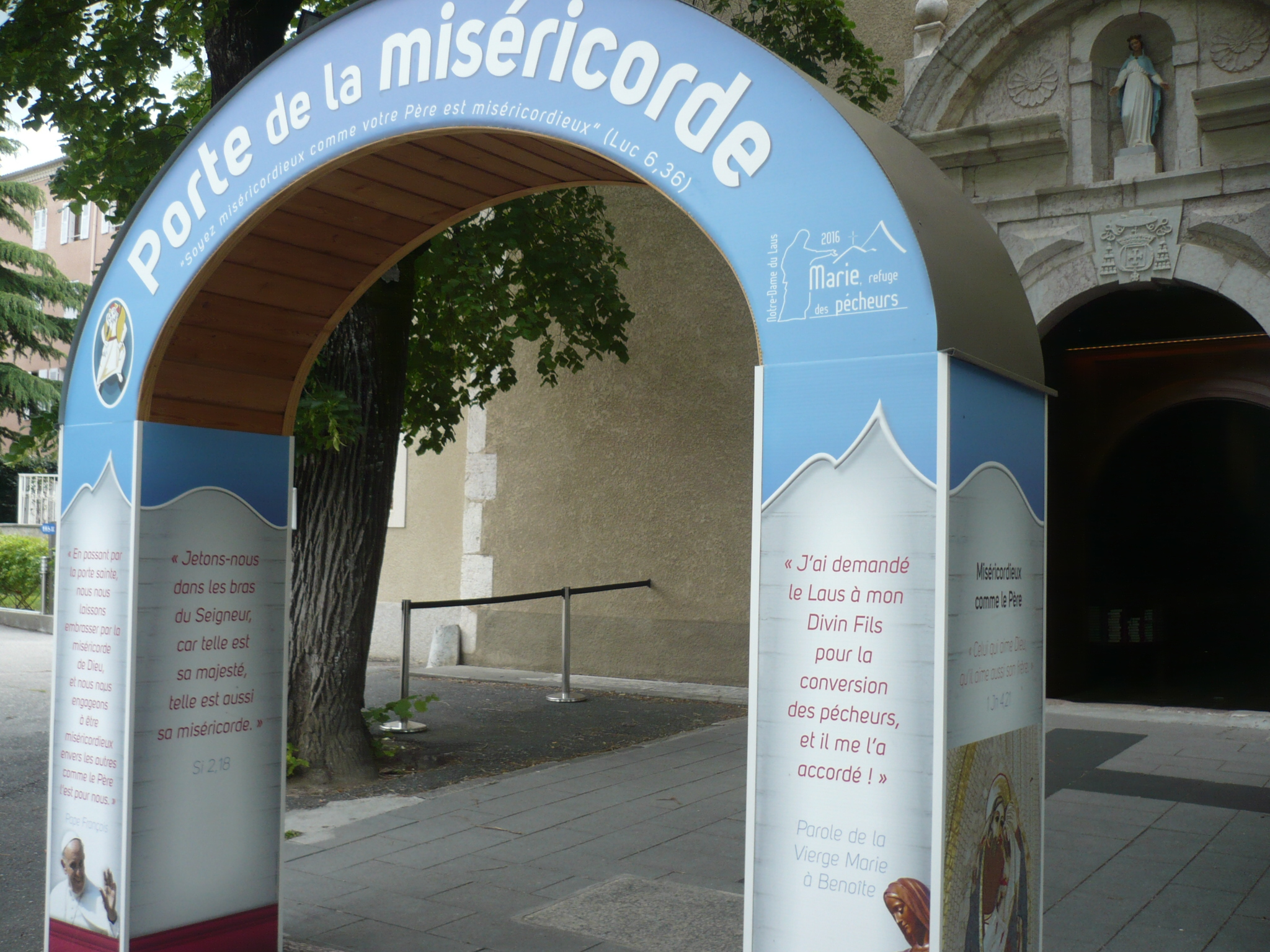
Porte de la Miséricorde 2015-2016.

### Porte de la Miséricorde 2015-2016
Dans le cadre du Jubilé de la Miséricorde, le sanctuaire a ouvert la porte de la Miséricorde de novembre 2015 à décembre 2016. Les pèlerins en quête de miséricorde du Seigneur lisent les inscriptions sur les piliers de la porte avant de la passer et de rejoindre les lieux saints.

### Les tableaux
Les murs de la basilique sont couverts de treize très grands tableaux qui retracent la vie de Benoîte.
1. L'enfance de Benoîte
2. Le miracle de l'épisode des deux muletiers
3. L'apparition de saint Maurice
4. les premières apparitions
5. L'apparition de Pindreau
6. La chapelle de Bon-Rencontre
7. Les guérisons du Laus
8. Benoîte et les pécheurs
9. L'épisode des deux couronnes
10. La vision du Christ en Croix, devant la croix d'Avançon
11. Benoîte reçoit la communion, donnée par des anges
12. Marie montre à Benoîte le Paradis
13. Mort de Benoîte

Un 14e tableau représente la cérémonie du couronnement de la statue de la Vierge Marie, qui a eu lieu le 23 mai 1855.
En 2013, un 15e tableau, de très grande taille, a été installé en face du 14e. Ce nouveau tableau, œuvre du peintre Philippe Casanova, représente une scène de la cérémonie de la reconnaissance des apparitions, le 4 mai 2008.

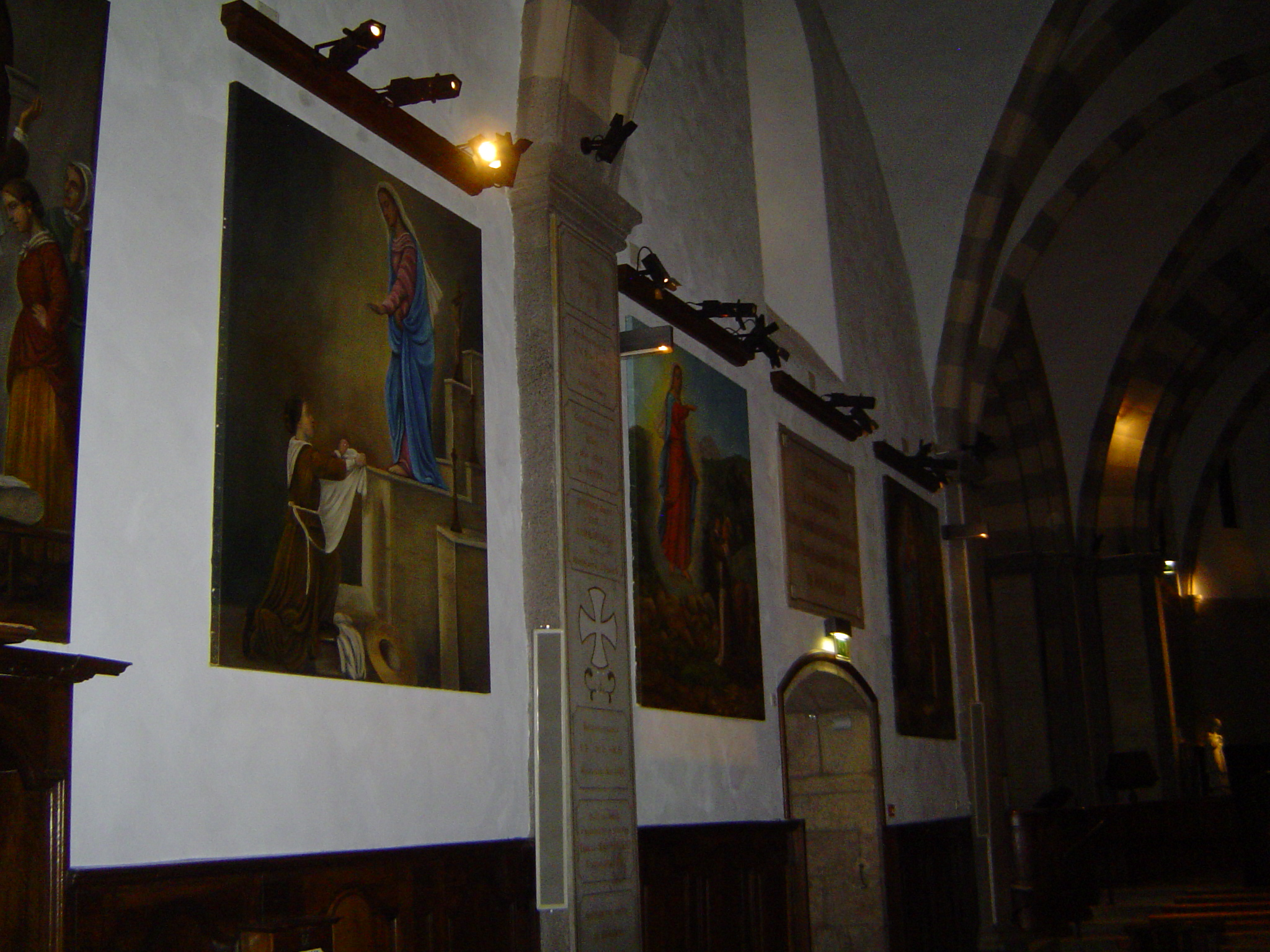
Tableau du bas-côté gauche.
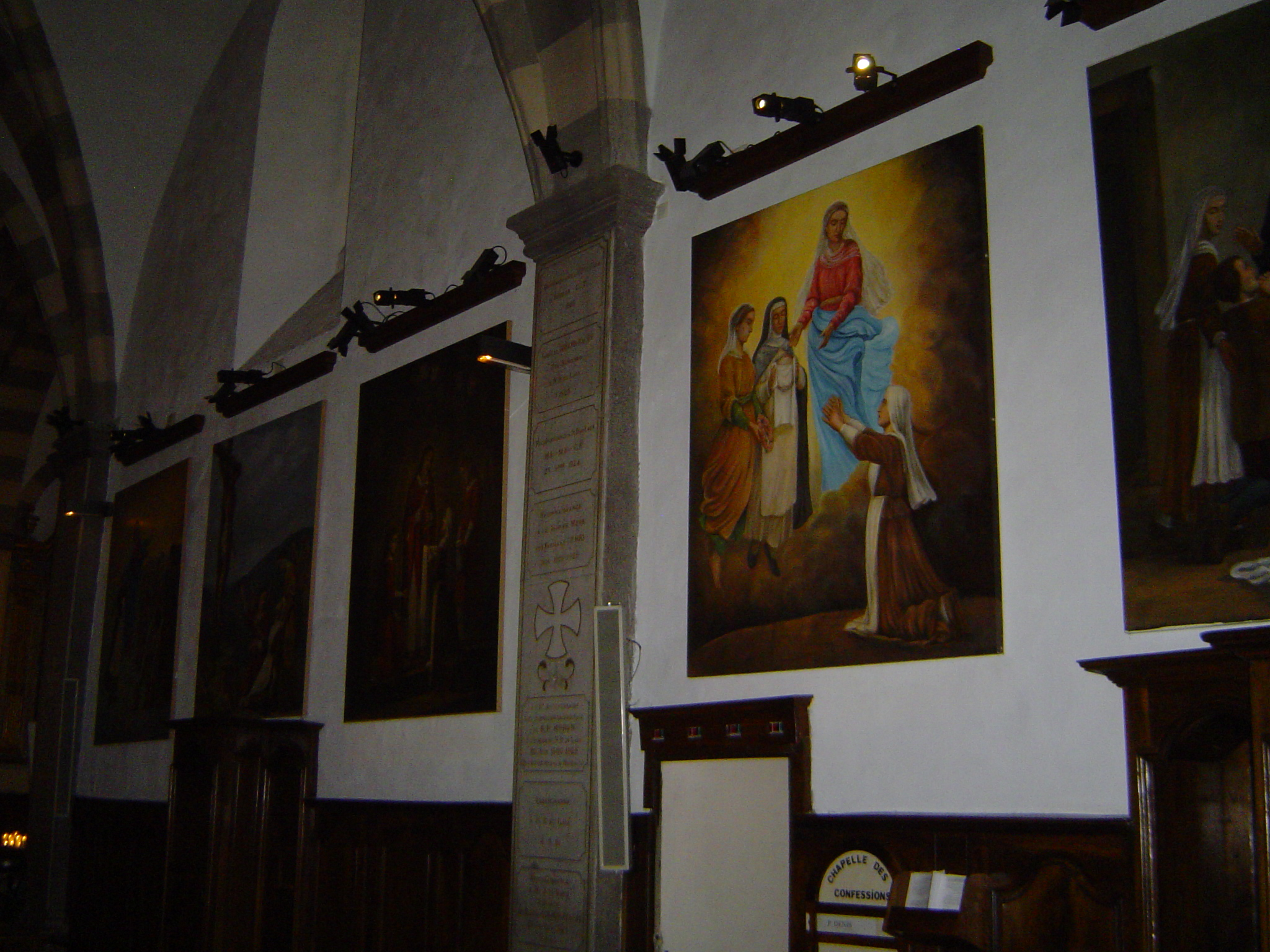
Tableaux du bas-côté droite.
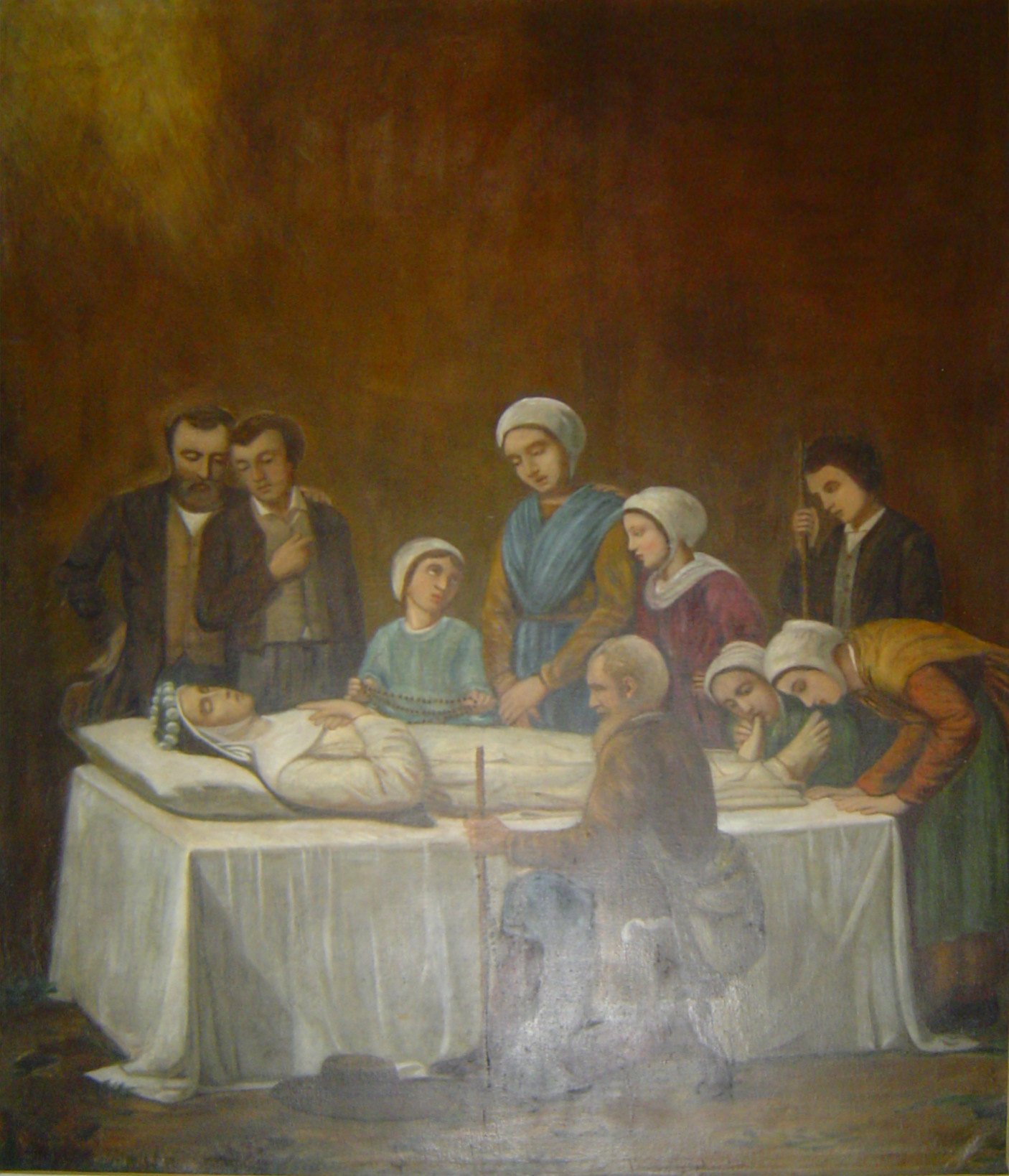
Tableau no 13 représentant la mort de Benoîte.
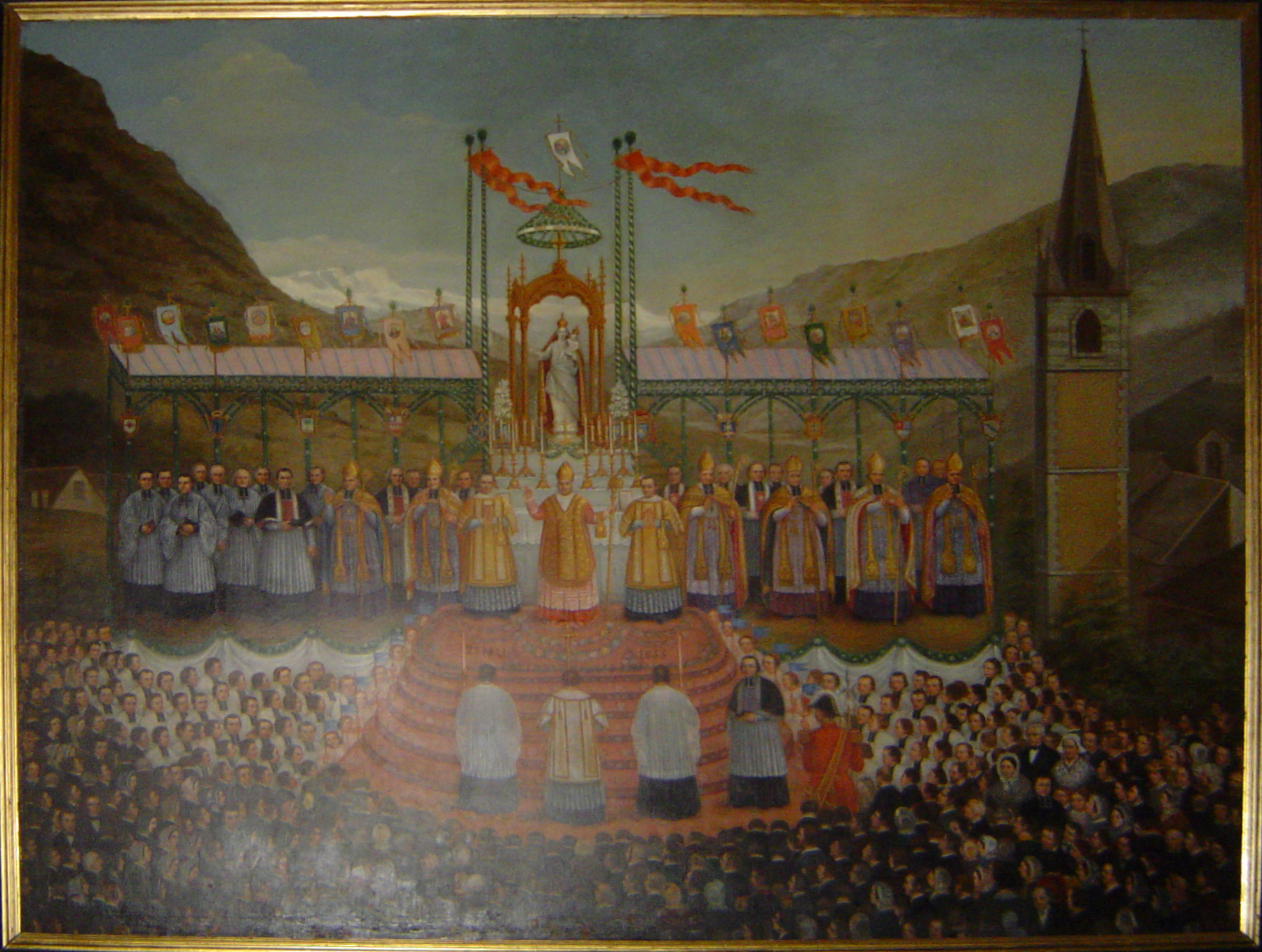
Tableau no 14 représentant le couronnement de N.-D.du Laus en 1855.